# ユーリー・ドミトリエヴィチ
ユーリー・ドミトリエヴィチ（ロシア語：Юрий Дмитриевич）あるいはズヴェニゴロド公ユーリー（ロシア語：Юрий Звенигородский, 1374年 - 1434年）は、一時期モスクワ大公だった人物。モスクワ内戦の時に王位を争った。ユーリー・ガリツキー（ロシア語：Юрий Галицкий）ともいわれる。

## 生涯
ユーリーは1374年にドミトリー・ドンスコイの皇子として生まれた。兄にヴァシーリー1世がいる。
1389年の父親の死後、ユーリーはスヴェニゴロド、ルザ、ガーリィチといった領地を分割相続によって継承した。
1425年の兄の死後、ユーリーはすぐにヴァシーリー1世の息子であるヴァシーリー2世に対して王位を主張した。ユーリーはリューリク家の年長者が王位を継ぐという古い家法を根拠にしてモスクワ大公は、父から息子へではなく、兄から弟へと移ることを望んだ。また、兄のヴァシリー1世が未婚で子供がいなかったときに書かれたドミトリー・ドンスコイの遺言を自分に有利なように解釈した。
1430年、ユーリーとヴァシーリー2世の王位問題はジョチ・ウルスの宮廷で解決されることになった。ハーンはヴァシーリー2世の主張を支持したが、ユーリーが亡くなった兄のドミトロフという街を継承することは許可された。しかしこの決定にユーリーとヴァシーリーは納得せず、両者はクリャズマ川で衝突、ユーリーが勝利しヴァシーリーはコストロマに逃亡した。その後、ユーリーはモスクワに入り、大公であることを宣言した。
この時ユーリーは甥がユーリーは彼がコロムナに定住し、町を支配することを許可した。ところが多くのモスクワのボヤールたちがコロムナの宮廷に行き、この勢力の変化により、ヴァシリーとの条約を締結することになった。それによってユーリーはモスクワ大公国の継承権を放棄し、ヴァシーリー・コソイ、ドミトリー・シェミャーカといった息子たちへの援助を拒否することを約束し、ドミトロフを他の領土と交換した。ユーリーがガーリィチに撤退すると、ヴァシリーはモスクワに戻った。
翌年、ヴァシーリー・コソイとドミトリー・シェミャーカはクス川のほとりでヴァシーリー2世を破った時、ユーリーが息子を支援してるとみなされ、1434年の始め、ヴァシーリー2世はガーリィチに攻め込んだが、ユーリーは北のベロゼルスクに逃げ込んだ。しかし3月16日、ヴァシーリー2世とユーリーの軍隊がロストフとペレスラヴリの間で衝突し、これに勝利し、3月31日再びモスクワに入った。しかしそれから間もない6月5日に突然亡くなり、長男であるヴァシーリー・コソイがモスクワ大公を継承した。

## 家族
息子にヴァシーリー・コソイ、ドミトリー・シェミャーカ、ドミトリー・クラスヌイらがいた。